# Istvándi
Istvándi là một thị trấn thuộc hạt Somogy, Hungary. Thị trấn này có diện tích 30,3 km², dân số năm 2010 là 597 người, mật độ 20 người/km².